# Weihui
Weihui (卫辉市S, WèihuīP) è una città-contea della Cina, situata nella provincia di Henan e amministrata dalla prefettura di Xinxiang.